# Magyar rögbibajnokcsapatok listája
Nem hivatalos bajnokság:
- 1986/1987 ELTE-BEAC
- 1987/1988 Liget SE
- 1988/1989 Liget SE
- 1989/1990 Liget SE

Hivatalos bajnokság:
- 1990/1991 Liget SE
- 1991/1992 Zöld Sólymok
- 1992/1993 Zöld Sólymok
- 1993/1994 Kispesti Elefántok
- 1994/1995 Kispesti Elefántok
- 1995/1996 Kispesti Elefántok
- 1996/1997 Battai Bátor Bulldogok
- 1997/1998 Kecskemét ARC
- 1998/1999 Esztergomi Vitézek
- 1999/2000 Esztergomi Vitézek
- 2000/2001 Esztergomi Vitézek
- 2001/2002 Esztergomi Vitézek
- 2002/2003 Esztergomi Vitézek
- 2003/2004 Esztergomi Vitézek
- 2004/2005 Esztergomi Vitézek
- 2005/2006 Esztergomi Vitézek
- 2006/2007 Esztergomi Vitézek
- 2007/2008 Esztergomi Vitézek Suzuki
- 2008/2009 Battai Bátor Bulldogok
- 2009/2010 Battai Bátor Bulldogok
- 2010/2011 Battai Bátor Bulldogok[1]
- 2011/2012 Esztergomi Vitézek Suzuki[2]
- 2012/2013 Battai Bátor Bulldogok[3]
- 2013/2014 Esztergomi Vitézek Suzuki[4]
- 2014/2015 Esztergomi Vitézek Suzuki[5]
- 2015/2016 Budapest Exiles[6]
- 2016/2017 Budapest Exiles[7]
- 2017/2018 Budapest Exiles[8]
- 2019 Esztergomi Vitézek[9]
- 2020 A koronavírus-járvány miatt félbeszakadt.[10]
- 2021 Esztergomi Vitézek[11]
- 2022 RC Szeged[12]
- 2023 Esztergomi Vitézek
- 2024 Esztergomi Vitézek[13]